# オージモ条約
オージモ条約（オージモじょうやく、イタリア語: Trattato di Osimo）は、トリエステ自由地域をイタリアとユーゴスラビアに分割することを承認した条約。
1975年11月10日に、イタリア・マルケ州のオージモで調印された。

## 概要
トリエステ周辺地域は長らくオーストリア（ハプスブルク家）の統治下にあったが、19世紀末以後イタリアのナショナリズムによって「未回収のイタリア」と見なされ、第一次世界大戦以降はイタリア王国領となった。しかし、この地域にはスロベニア系の住民も多く暮らしており、帰属には紛争があった。
第二次世界大戦中に、トリエステ周辺地域は連合軍及びユーゴスラビア軍によって分割占領された。1947年のイタリアとの平和条約によりトリエステ自由地域が設置され、中立地域とされた。だが、実際にはA地区（連合国・イタリア影響地域）とB地区（ユーゴスラビア影響地域）の分割統治に等しい状態にあった。そのため、イタリアとユーゴスラビアは当地を分割し、それぞれ自国へ編入することにし、オージモ条約が締結された。
資産問題も後日の解決とされたほか、イタリア側では、ヴェネツィア共和国以来「イタリア」にとっての固有の領域と考えられていたイストリア半島を手放したことやB地区からのイタリア人の脱出・亡命が続いていたにもかかわらずイタリア人マイノリティーの保護が明記されなかったこともあり、この解決法には反対があった。
ユーゴスラビア紛争に際し、1991年にスロベニアとクロアチアが独立し、そのためイストリア半島は両国で分割され、領有状況は複雑となった。その際、旧ユーゴスラビア構成国間でオージモ条約における領土について討論が行なわれた。

## 調印者
- イタリア側：エウジェーニオ・カルボーネ工業相。アルド・モーロ(Aldo Moro)首相とマリアーノ・ルモール(Mariano Rumor)外相の代理として。
- ユーゴスラヴィア側：ミロシュ・ミニツ外相(Miloš Minić)